# Cohors III Bracaraugustanorum (Raetia)

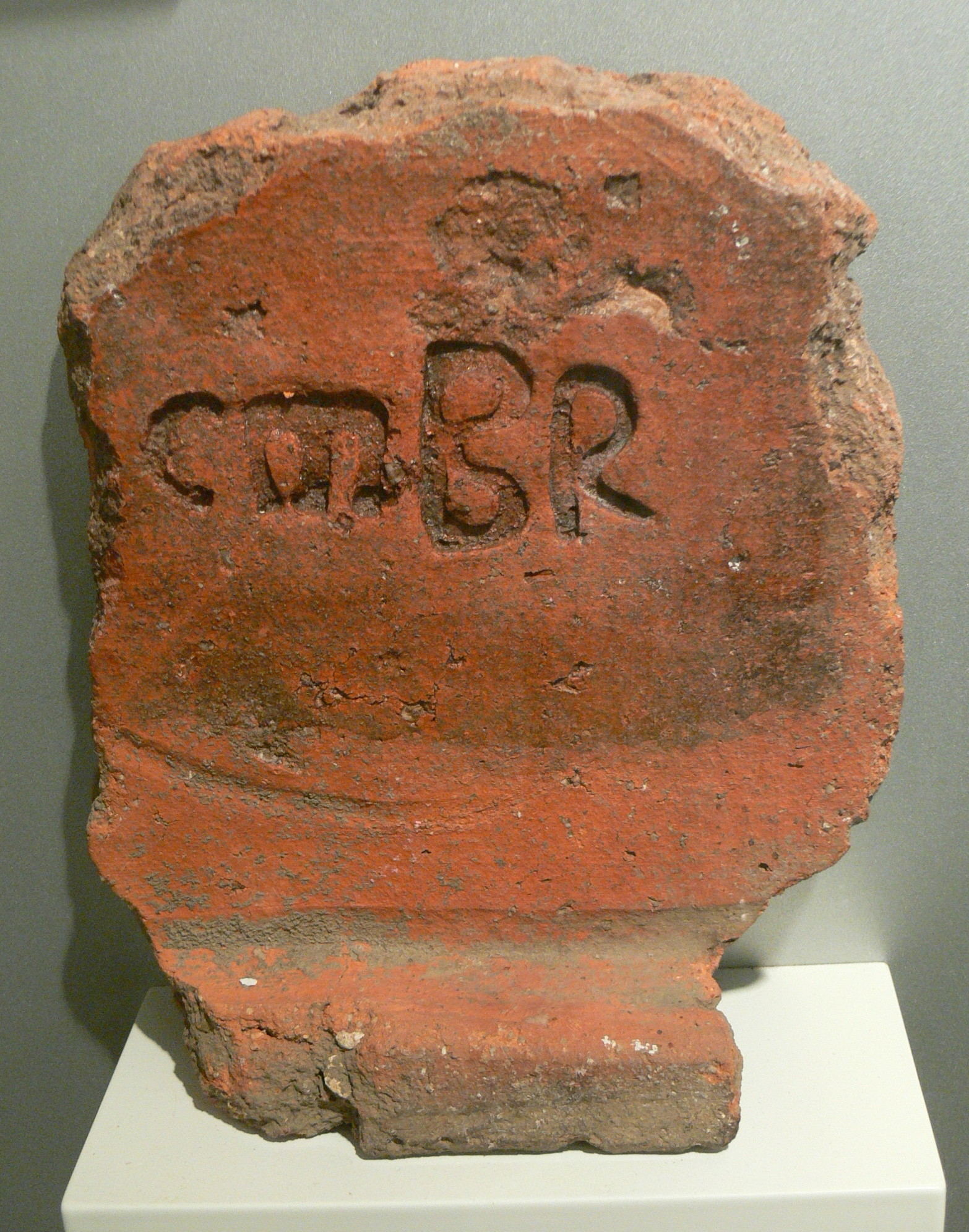
Ziegelstempel der Cohors III Bracaraugustanorum equitata aus dem Kastellareal von Theilenhofen, Archäologisches Museum Gunzenhausen

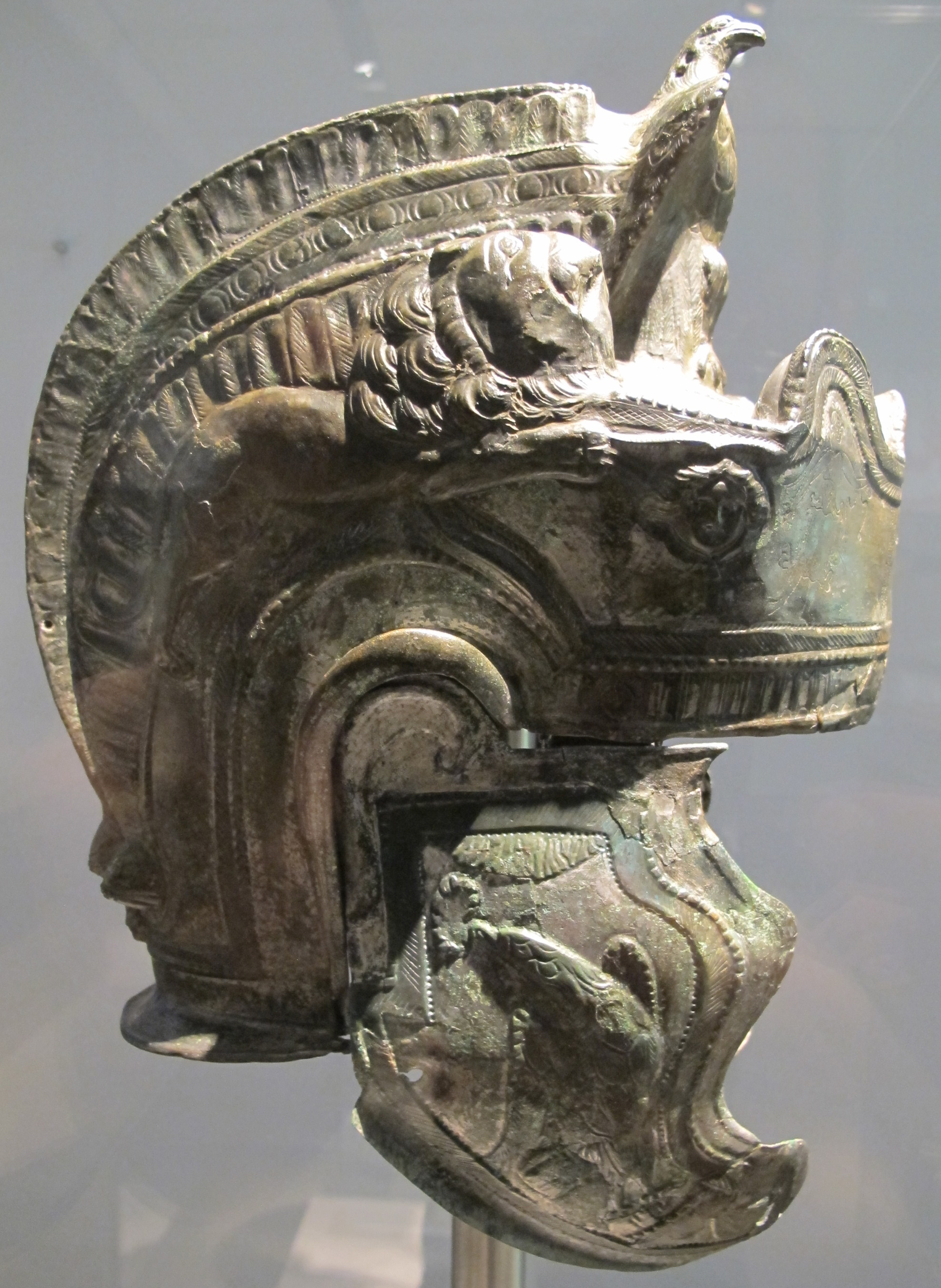
Den Helm vom Typ Guisborough-Theilenhofen trug ein berittener Angehöriger der Cohors III Bracaraugustanorum

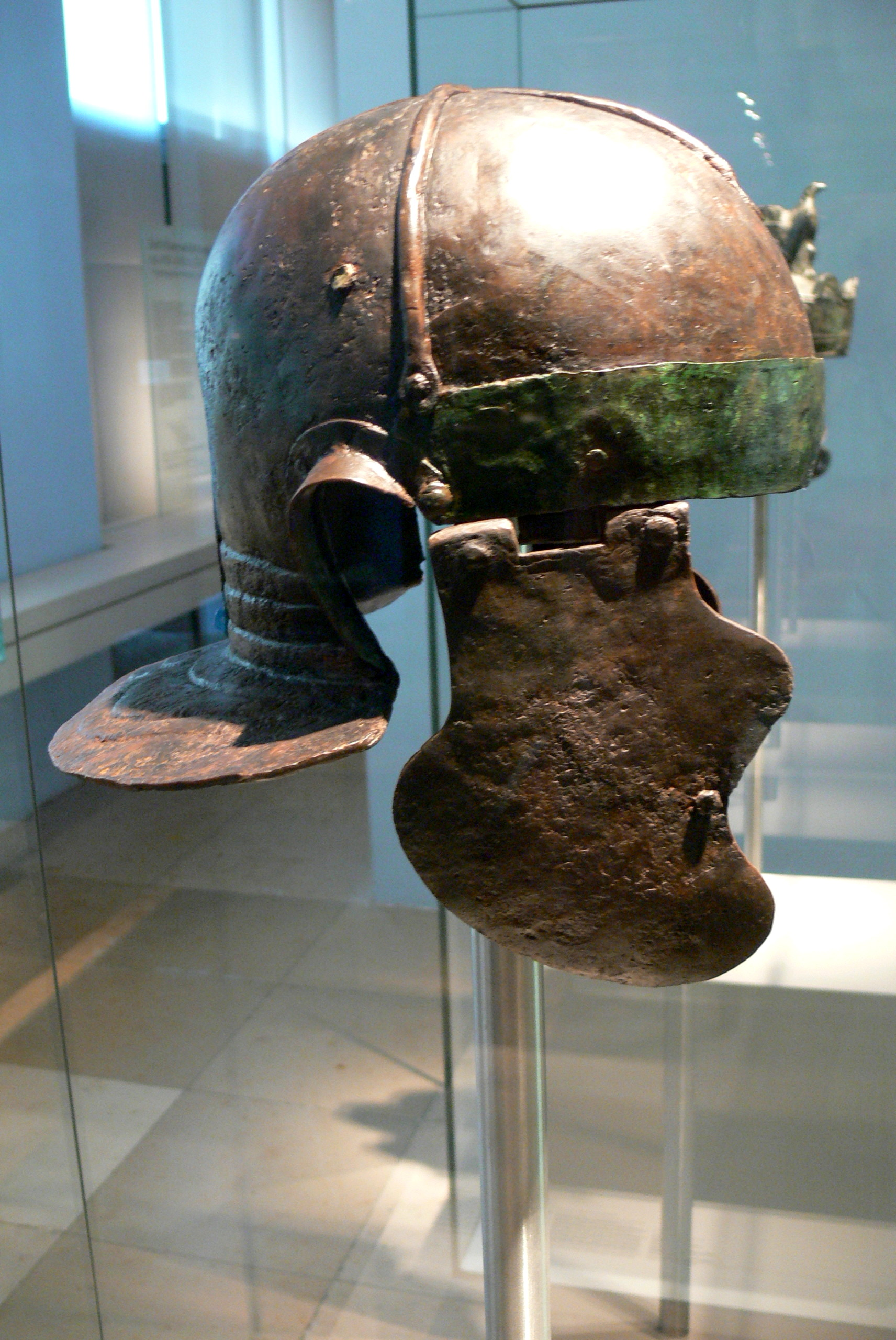
Dieser Helm gehörte einem Infanteristen der Kohorte

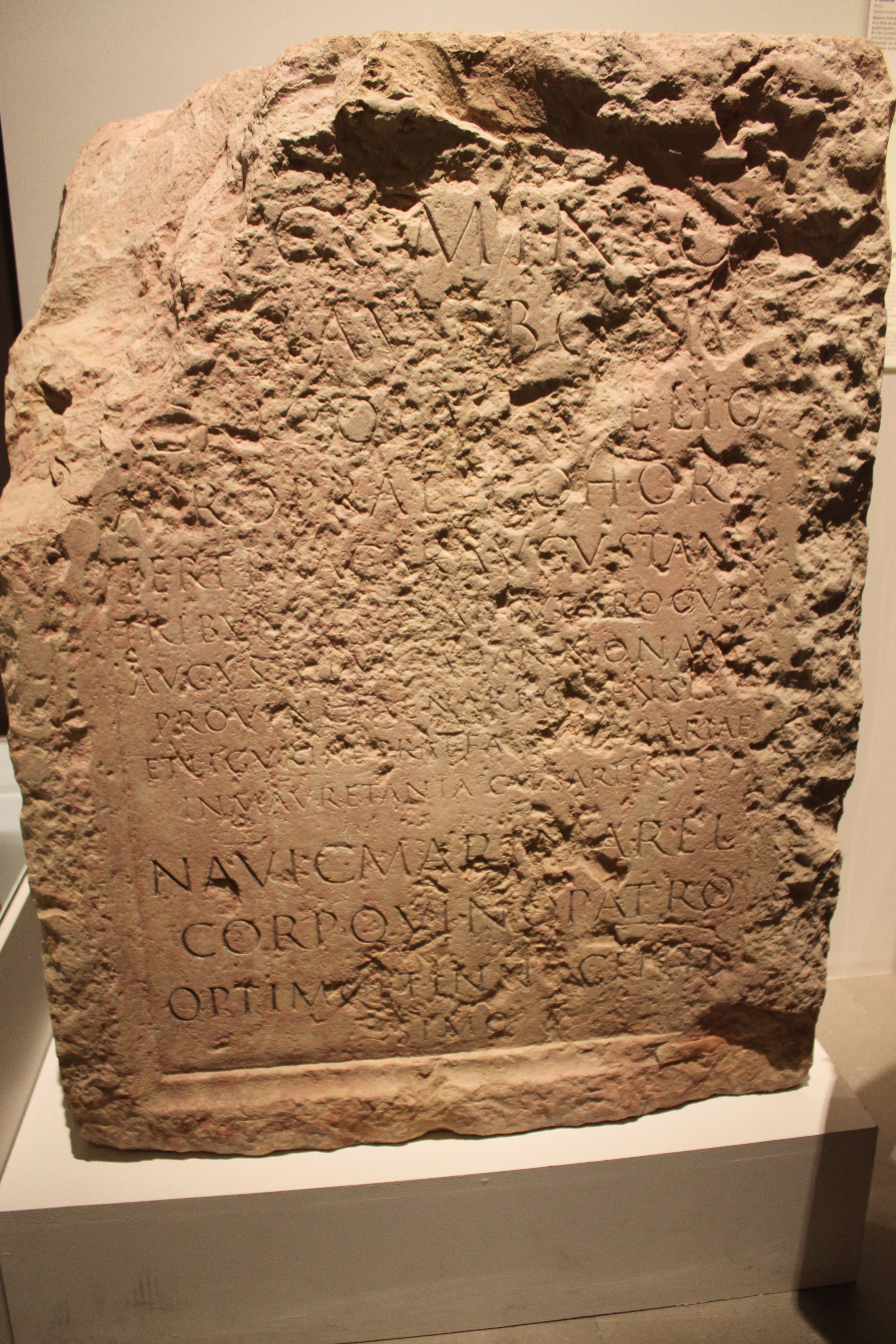
Ehreninschrift des […] Cominius Laelius Bonus Agricola Aper aus Arles

Die Cohors III Bracaraugustanorum equitata [sagittaria] („3. teilberittene Kohorte aus Bracara Augusta“) war eine römische Hilfstruppe, die vom 1. Jahrhundert n. Chr. bis über die Zeit des Limesfalls um 259/260 n. Chr. hinaus in Raetien Dienst tat. Nach Untersuchungen in ihrem Stammkastell Theilenhofen wird davon ausgegangen, dass diese Einheit aus zehn Zügen bestand, davon sechs Hundertschaften (Centuriae) sowie einem Kavallerieregiment aus vier Eskadronen (Turmae). Der Beweis für eine Cohors equitata konnte archäologisch erbracht werden. Auf dem in Theilenhofen geborgenen Helm vom Typ Guisborough-Theilenhofen befanden sich Inschriften zu drei Eskadronen. Eine lautet aliqandi Cohor(tis) III Bracarav(gustanorum Turma) Noni: „(Im Besitz) des Aliquandus aus der Eskadron des (Decurios) Nonius aus der Cohors III Bracaraugustanorum.“

## Truppengeschichte
Die ursprünglich in Bracara Augusta (Braga) in Nordportugal ausgehobene Cohors III Bracaraugustanorum ist bereits für den 13. Mai 86 n. Chr. als Besatzung für Raetien bekannt.
Es ist unwahrscheinlich, dass die Kohorte mit der Cohors III Callaecorum Bracaraugustanorum zu identifizieren ist, die im Jahre 90 n. Chr. unter den Einheiten in Iudaea genannt wird und dort auch später noch als separate Einheit erscheint. An welchem raetischen Standort die Cohors III Bracaraugustanorum im 1. Jahrhundert n. Chr. in Garnison lag, ist bisher unbekannt geblieben. Möglicherweise könnte sie die Besatzung des Kastells Gomadingen gebildet haben. Es besteht aber auch die Möglichkeit, dass die Truppe zu dieser Zeit im Kastell Munningen stationiert war. Diese Vermutung äußerte bereits der österreichische Althistoriker Ernst Stein (1891–1945). Nach einer möglichen Zwischenstation in Pannonia erscheint eine Cohors III Bracaraugustanorum dann im Jahr 103 n. Chr. in Britannia. Bei Castleshaw fanden sich Ziegelstempel der Cohors III Bracaraugustanorum. Das dortige Kastell Castleshaw wurde um 79 n. Chr. errichtet und bereits in den 90er Jahren wieder aufgegeben. Anschließend wurde der Garnisonsort mit einem neu errichteten Kleinkastell um 105 n. Chr. reaktiviert, doch bereits in den 120er Jahren erneut verlassen. Die Einheit soll außerdem auch in Manchester und auf anderen Militärplätzen stationiert gewesen sein. Ob es sich bei der in Britannien zu dieser Zeit genannten Kohorte um die zuvor in Raetien stationierte Einheit handelt, ist fraglich. Zumindest für einen späteren Zeitpunkt lässt sich anhand von Überschneidungen bei den Militärdiplomen aus Britannien und Raetien nachweisen, dass eine zweite Cohors III Bracaraugustanorum auf der britischen Insel angenommen werden muss.
Das in Weißenburg gefundene Militärdiplom vom 30. Juni 107 zeigt, dass die Kohorte zu diesem Zeitpunkt in Raetien lag, wo sie auch in den folgenden Jahrzehnten immer wieder erwähnt wird und zur Stammtruppe des Kastells Theilenhofen wurde. Die in den Militärdiplomen des Jahres 116 n. Chr. erscheinende Bezeichnung sagittaria (Bogenschützen) trägt sie zuvor noch nicht. Die Einheit hat daher zumindest zeitweilig wenigstens einige Kontingente an Bogenschützen besessen. Einige Jahre nach dem Herrschaftsantritt des Kaisers Hadrian (117–138) war die Kohorte vielleicht zum zweiten Mal in Britannien stationiert und lag dort spätestens zwischen 122 und maximal 127 n. Chr. Anschließend wird sie für den Bau des Steinkastells und des Militärbads von Theilenhofen gemutmaßt. Im Jahr 2002 wurde von Franz Herzig eine dendrochronologische Datierung des teilweise in Holz ausgebauten ersten Militärbads vorgenommen. Die untersuchte Probe konnte in das Jahr 126 n. Chr. datiert werden. Es kann daher davon ausgegangen werden, dass der Bau des ersten Theilenhofener Militärbads in diesem oder dem folgenden Jahr geschah und auch das Steinkastell in dieser Zeit entstand. Eine nicht genauer datierbare Entlassungsurkunde mit dem Namen der Cohors III Bracaraugustanorum datiert von 128 bis 133 ebenfalls in Raetien.
Am Ende der hadrianischen Zeit und zu Beginn der Herrschaft des Kaisers Antoninus Pius (138–161) nahm die Kohorte für einige Jahre an der Niederschlagung des Bar-Kochba-Aufstandes in Judäa (132–135), nunmehr offiziell Syria Palaestina, teil. Die bereits genannte Cohors III Callaecorum Bracaraugustanorum ist auch in den folgenden Jahren noch in Syria Palaestina bezeugt, während die Cohors III Bracaraugustanorum nach Raetien zurückkehrte, wo sie auf einem beschädigten Militärdiplom aus den Jahren 138 bis 140 n. Chr. beziehungsweise auf einem weiteren im Jahr 140 n. Chr. genannt wird. Das im Jahre 147 ausgestellte Eininger Diplom weist die Kohorte anschließend erneut in Raetien aus. Eine Entlassungsurkunde aus dem nicht näher eingrenzbaren Zeitraum zwischen 151 und 170 verdeutlicht ebenfalls Raetien als Standort. Diese Feststellung bestätigt das Diplom von 153, sowie ein fragmentiertes Stück, das lediglich in die Zeitstellung von 154 bis 161 gesetzt werden kann. Dasselbe gilt für die Jahre am Ende der Herrschaft des Antoninus Pius. Hier zeigen zahlreiche weitere Militärdiplome die Kohorte in Raetien an (156, 157, 158, 160 n. Chr.), wo sie auch noch während der gemeinsamen Regierungszeit der Kaiser Mark Aurel (161–180) und Lucius Verus (161–169) in Raetien bezeugt ist. So fand sich in Rom die Bürgerrechtsurkunde eines Veteranen die im Jahr 162 n. Chr. ausgestellt wurde und ebenfalls noch die Cohors III Bracaraugustanorum erwähnt. Auch über den Limesfall 259/260 n. Chr. hinaus – das Kastell Theilenhofen war bereits untergegangen – wird die Truppe in einem bisher letzten bekannten Diplom aus Regensburg-Kumpfmühl im Jahr 266 genannt. Spätere datierbare inschriftliche Zeugnisse gibt es nicht. Was nach 266 n. Chr. mit der Einheit geschah, ist nicht mehr bekannt.

## Kommandeure
Aus dem zweiphasigen Militärbad von Theilenhofen liegt eine 1970 gefundene Weiheinschrift vor, die der Kohortenkommandeur Vetellius zwischen 120 und 254 n. Chr. stiftete:
Fortun(ae)

Aug(ustae)

sacrum

coh(ors) III Br(acaraugustanorum)

cui prae(e)st

Vetelli(us)

v(otum) s(olvit) l(ibens) l(aetus) m(erito)
Übersetzung: „Der Fortuna Augusta geweiht; die 3. Bragaer Kohorte, welche Vetellius befehligt, hat ihr Gelübde gern, freudig und nach Gebühr eingelöst.“
Aufgrund des Fragments eines Militärdiploms aus Theilenhofen, das in die Jahre 140/141 oder 144 n. Chr. verortet wird, ist außerdem ein Lucius Pomponius als damaliger Kohortenpräfekt der Cohors III Bracaraugustanorum bekannt.
Eine Ehreninschrift aus Rom nennt Quintus Papirius Maximus, Sohn des Quintus aus der Tribus Pupinia. Der Geehrte war zu seiner Zeit unter anderem Kohortenpräfekt der Cohors III Bracaraugustanorum in Raetien. In Rom verstarb der Ritter Aulus Seius Zosimianus, der unter anderem Kohortenpräfekt der Cohors III Bracaraugustanorum gewesen war. Der Ritter und Kohortenpräfekt einer Cohors III Bracaraugustanorum, Marcus Fabius Mettianus, Sohn des Marcus, wurde mit seiner Frau und Tochter in Segermes (heute: Henchir Harat), in der Provinz Africa proconsularis, im heutigen Tunesien bestattet.
Der letzte bisher bekannte Kommandeure der Einheit könnte sich hinter dem nach einer Untersuchung des Althistorikers Géza Alföldy (1935–2011) als […] Cominius Bonus Agricola Laelius Aper zu lesenden Namen verbergen. Die seit 1697 bekannte und beschädigte Ehreninschrift dieses ritterlichen Offiziers stammt aus Arelate (Arles) in der Provinz Gallia Narbonensis. […] Cominius Bonus Agricola Laelius Aper, Sohn des Cominius wird dort zu Beginn seiner militärischen Laufbahn als Kohortenpräfekt einer Cohors III Bracaraugustanorum genannt. Der Geehrte stammte aus der Tribus Claudia und gehörte zur ritterlichen Familie der Cominii, die in der norditalienischen Colonia Iulia Concordia (Concordia Sagittaria) beheimatet war. Nach Alföldy könnte […] Cominius Bonus Agricola Laelius Aper der Sohn des C. Cominius Agricola gewesen sein. Dieser Vater würde danach in der ersten Hälfte des 2. Jahrhunderts gelebt haben. Das Amt des procurator Augustorum ad annonam Narbonensis et Liguriae hätte […] Cominius Bonus Agricola Laelius Aper nach seiner Zeit als Kohortenpräfekt laut Hans-Georg Pflaum (1902–1979) und Alföldy wohl während der divi fratres in den Jahren 166 bis 167 bekleidet.
| Name                                     | Rang                | Zeitstellung                   | Bemerkung |
| ---------------------------------------- | ------------------- | ------------------------------ | --- |
| Marcus Acilius Priscus                   | Praefectus cohortis | ca. 69/96 n. Chr.              | erhielt eine Ehreninschrift in Ostia; da die Inschrift stark beschädigt ist, lässt sich nicht nachweisen, in welcher Cohors Bracaraugustanorum er diente |
| Quintus Papirius Maximus                 | Praefectus cohortis | ca. 86/254 n. Chr.             | erhielt eine Ehreninschrift in Rom |
| Aulus Seius Zosimianus                   | Praefectus cohortis | ca. 100/300 (?) n. Chr.        | verstarb in Rom; es lässt sich nicht nachweisen, in welcher Cohors Bracaraugustanorum er diente                                                          |
| Vetellius                                | Praefectus cohortis | ca. 120/254 n. Chr.            | errichtete eine Weiheinschrift in Theilenhofen |
| Marcus Fabius Mettianus                  | Praefectus cohortis | ca. 138/161 (?) n. Chr.        | verstarb in der Provinz Africa proconsularis; es lässt sich nicht nachweisen, in welcher Cohors Bracaraugustanorum er diente                             |
| Lucius Pomponius                         | Praefectus cohortis | 140/141 oder 144 n. Chr.       | wird auf einem Militärdiplom aus Theilenhofen genannt |
| […] Cominius Bonus Agricola Laelius Aper | Praefectus cohortis | möglicherweise vor 166 n. Chr. | erhielt eine Ehreninschrift in Arelate (Arles); es lässt sich nicht nachweisen, in welcher der zeitgleichen Cohors III Bracaraugustanorum er diente      |

## Unteroffiziere und Kavalleristen
Durch die Punzen im Helm vom Typ Guisborough-Theilenhofen sind einige Namen von Soldaten und Unteroffizieren erhalten geblieben:
- Aliquandus aus der Eskadron des Decurios Nonius
- Alto aus der Eskadron des Decurios Paterclianus
- Flavius Flavianus aus der Eskadron des Decurios Ataulvanus

## Weitere Kohorten mit der BezeichnungCohors III Bracaraugustanorum
Es gab noch zwei weitere Kohorten mit dieser Bezeichnung, siehe Cohors III Bracaraugustanorum.